# Seraph of the End
Seraph of the End (終わりのセラフ?, Owari no Serafu, lett. "Il serafino della fine") è un manga dark fantasy scritto da Takaya Kagami e disegnato da Yamato Yamamoto, serializzato sulla rivista Jump Square di Shūeisha dal 3 settembre 2012. Due serie di light novel spin-off hanno avuto inizio rispettivamente il 4 gennaio 2013 e il 4 dicembre 2015. Un adattamento anime, realizzato da Wit Studio, è stato trasmesso in Giappone tra il 4 aprile e il 26 dicembre 2015. In Italia il manga è edito da Panini Comics, mentre i diritti dell'anime sono stati acquistati da Dynit.

## Trama
Nel 2012 il mondo giunge al termine a causa di un virus che decima la popolazione umana lasciando in vita solo i bambini. Ben intenzionati a sfruttare la situazione, i vampiri emergono dai recessi della terra, seguiti a loro volta da altri orrori antichi che si credeva fossero solo dei miti. I vampiri invadono la terra e ne rivendicano il suo possesso tramite un singolo e violento attacco, sottomettendo gli umani rimasti e relegandoli al di sotto della superficie terrestre per la loro sicurezza. Questa "protezione", tuttavia, ha motivo di esistere per il semplice fatto che gli aguzzini hanno ovviamente bisogno del sangue dei loro prigionieri.
Quattro anni dopo, Yūichirō ed il suo migliore amico Mikaela pianificano di sfuggire al controllo dei vampiri insieme agli altri bambini dell'orfanotrofio Hyakuya. Ciò, però, non fa altro che provocare la morte di tutti quanti, Mikaela incluso, il quale si sacrifica per far scappare Yūichirō e farlo salvare dai membri della Compagnia Demoniaca della Luna, una famosa unità di sterminio dell'Esercito Demoniaco Imperiale Giapponese. Desideroso di vendicarsi degli assassini della sua "famiglia", quattro anni più tardi Yūichirō si pone come obiettivo l'annientamento di tutti i vampiri.

## Personaggi

### Personaggi principali

Il protagonista Yūichirō Hyakuya

Yūichirō Hyakuya (百夜 優一郎?, Hyakuya Yūichirō)
Doppiato da: Romi Paku (vomic), Yū Shimamura da bambino e Miyu Irino da grande (anime)
Il protagonista della storia. A dodici anni lui e il suo migliore amico Mikaela pianificarono di sfuggire alla prigionia dei vampiri insieme agli altri bambini dell'orfanotrofio Hyakuya. Tuttavia Ferid Bathory, un settimo progenitore, li aspettò all'uscita della città e uccise per puro divertimento tutti i bambini dell'orfanotrofio, Mikaela compreso, facendo scappare Yūichirō all'esterno. Da quel momento in poi la sua forza di volontà si concentrò nel desiderio di sterminare tutti i vampiri. Dopo quattro anni, si arruola nell'Esercito Demoniaco Imperiale Giapponese per unirsi alla Compagnia Demoniaca della Luna di Guren Ichinose, dove col tempo impara il significato del lavoro di squadra. È piuttosto testardo, ma quando si tratta degli altri diventa gentile e si preoccupa sinceramente per loro. Il suo armamento maledetto si chiama Asuramaru (阿修羅丸?) ed è un'arma a forma di katana simile a quella di Guren. Il suo vero nome è Yūichirō Amane (天音 優一郎?, Amane Yūichirō), spesso abbreviato in Yū (優?).
Mikaela Hyakuya (百夜 ミカエラ?, Hyakuya Mikaera)
Doppiato da: Daisuke Kishio (vomic), Haruka Chisuga da bambino e Kenshō Ono da grande (anime)
Amico di infanzia di Yūichirō e l'unico altro superstite dell'orfanotrofio Hyakuya. Da bambino si sacrificò per far fuggire Yūichirō dalla città dei vampiri, ma poco dopo fu salvato da Krul che lo trasformò in uno di loro, facendogli bere il suo sangue.Dopo che divenne un vampiro,si rese conto di essere omosessuale.La sua unica ragione di vita, da quando è diventato vampiro, è poter ritrovare Yūichirō e salvarlo dagli umani che lo usano come cavia di esperimenti altamente pericolosi, a sua insaputa. Riluttante a bere sangue umano, per vivere si porta dietro fialette contenenti sangue della sua salvatrice, che il più delle volte non gli bastano, facendogli perdere lentamente il senno. Dopo aver bevuto per la prima volta sangue umano da Yūichirō, si trasforma in un vampiro completo e, di conseguenza, perde gradualmente le sue emozioni e la sua umanità, sebbene affermi che il suo legame con Yūichirō rimanga invariato. Nel capitolo 90 del manga, prima di “morire” come vampiro e trasformarsi in un demone nero, si dichiara a quest'ultimo. Si suppone che egli provi un sentimento romantico nei suoi confronti e il desiderio di proteggerlo ad ogni costo. Il suo vero nome è Mikaela Shindō (進藤 ミカエラ?, Shindō Mikaera), spesso abbreviato in Mika (ミカ?),ma anche detto Michele di Foggia.
Shinoa Hiiragi (柊 シノア?, Hiiragi Shinoa)
Doppiata da: Aki Toyosaki (vomic), Saori Hayami (anime)
Un sergente dell'Esercito Demoniaco Imperiale Giapponese che è la leader di una delle squadre della Compagnia Demoniaca della Luna. All'inizio della serie, riceve il compito da Guren di tenere d'occhio Yūichirō per controllare che si stia impegnando nel farsi amici. È una ragazza sarcastica che ama stuzzicare gli altri, in particolare Yūichirō, ma che non sopporta di essere presa in giro per la sua altezza. La sua sorellastra, Mahiru, è colei che, prima di morire, ha creato gli armamenti maledetti; nonostante ciò, pur facendo parte anche lei degli Hiiragi, a differenza loro Shinoa non è interessata al potere, tanto da essere considerata una disgrazia in famiglia. È fedele a Guren. Il suo armamento maledetto si chiama Shikama dōji (四鎌童子? lett. "Bambino dalle quattro falci") ed è un'arma a forma di una falce enorme, che tuttavia può essere ridotta a un oggetto simile a una chiave.
Yoichi Saotome (早乙女 与一?, Saotome Yoichi)
Doppiato da: Chikahiro Kobayashi (vomic), Miyuki Kobori da bambino e Nobuhiko Okamoto da grande (anime)
Un ragazzo mingherlino che è il primo a scuola a fare amicizia con Yūichirō. Pur essendo per natura buono e gentile, si è arruolato nell'esercito per vendicare sua sorella maggiore, morta quand'erano bambini proprio per proteggerlo da un vampiro. Dopo che Yūichirō sconfigge un demone che attacca la loro scuola, entrambi ottengono un posto nella Compagnia Demoniaca della Luna. Il suo armamento maledetto, Gekkōin (月光韻? lett. "Rima al chiaro di luna"), è un'arma a forma di arco e frecce.
Shihō Kimizuki (君月 士方?, Kimizuki Shihō)
Doppiato da: Jun Fukuyama (vomic), Kaito Ishikawa (anime)
Un ragazzo dalle idee chiare e dalle eccellenti abilità in combattimento, che però è anche cinico e problematico. Pur essendo un tipo irascibile, più tardi si scopre essere molto affezionato ai suoi compagni. Sua sorella è malata a letto, ragione per cui si è arruolato nell'esercito per potersi permettere le sue spese mediche. Il suo armamento maledetto si chiama Kiseki-ō (鬼箱王? lett. "Re della scatola demone") ed è un'arma a forma di un paio di spade uguali, le cui else sono unite da un filo.
Mitsuba Sangū (三宮 三葉?, Sangū Mitsuba)
Doppiata da: Suzuko Mimori (vomic), Yuka Iguchi (anime)
Un membro dell'Esercito Demoniaco Imperiale Giapponese che fa parte dell'unità di sterminio vampiri da quando aveva tredici anni. Dopo aver causato un incidente a causa del quale perse la vita un membro della sua vecchia squadra, ha iniziato ad essere più giudiziosa e a fare maggiore attenzione al lavoro di squadra. Il suo armamento maledetto, Tenjiryū (天字竜? lett. "Drago a forma di cielo"), è una gigante ascia da battaglia.

### Compagnia Demoniaca della Luna
La Compagnia Demoniaca della Luna (月鬼ノ組?, Gekki no Kumi) è una famosa unità di sterminio vampiri dell'Esercito Demoniaco Imperiale Giapponese (日本帝鬼軍?, Nihon Teiki Gun), di cui fanno parte anche Yūichirō, Shinoa, Yoichi, Shihō e Mitsuba.
Guren Ichinose (一瀬 グレン?, Ichinose Guren)
Doppiato da: Kenji Hamada (vomic), Yūichi Nakamura (anime)
Un tenente colonnello dell'Esercito Demoniaco Imperiale Giapponese che è il leader della Compagnia Demoniaca della Luna. È un tipo saggio che conosce l'importanza del lavoro di squadra e della cooperazione, e che perciò rimprovera sempre Yūichirō quando agisce da solo. Fa parte della famiglia Ichinose, un ramo cadetto della famiglia Hiiragi, motivo per cui viene spesso sminuito dagli altri membri di alto rango. Non a caso, tra i suoi obiettivi rientra quello di detronizzare la famiglia Hiiragi. Era l'amante di Mahiru, la sorellastra di Shinoa e fidanzata di Shinya, ma quando i suoi esperimenti la portarono alla pazzia e la trasformarono in un demone, fu costretto ad ucciderla. Il suo armamento maledetto si chiama Mahiru no yo (真昼ノ夜? lett. "Notte di mezzogiorno") ed è un'arma a forma di katana che si manifesta proprio sotto forma di Mahiru.
Sayuri Hanayori (花依 小百合?, Hanayori Sayuri)
Doppiata da: Atsumi Tanezaki
Un sottotenente dell'Esercito Demoniaco Imperiale Giapponese che fa parte della squadra di Guren e che è una sua servitrice. Ha una cotta per Guren da quando era bambina e non manca mai di fornirgli supporto emotivo. È anche un'istruttrice dell'esercito che insegna agli studenti quando Guren è assente.
Shigure Yukimi (雪見 時雨?, Yukimi Shigure)
Doppiata da: Yui Ishikawa
Un altro sottotenente dell'Esercito Demoniaco Imperiale Giapponese che è una servitrice e un membro della squadra di Guren. È innamorata di quest'ultimo, ma di solito tende a rimanere calma e a nascondere i propri sentimenti. È molto abile in battaglia ed eccelle nell'utilizzo di armi celate.
Norito Goshi (五士 典人?, Goshi Norihito)
Doppiato da: Daisuke Ono
Un colonnello dell'Esercito Demoniaco Imperiale Giapponese che è un membro della squadra di Guren. È particolarmente bravo nel suscitare illusioni e il suo obiettivo in battaglia è coprire Guren che affronta i nemici a distanza ravvicinata. Calmo e pervertito, ha un debole per le belle donne.
Mito Jūjō (十条 水戸?, Jūjō Mito)
Doppiata da: Yū Shimamura
Un membro della squadra di Guren che è la figlia della prestigiosa famiglia Jūjō, di cui ha imparato le tecniche magiche per rafforzare le sue capacità fisiche in battaglia.

### Famiglia Hiiragi
L'illustre famiglia a capo dell'Esercito Demoniaco Imperiale Giapponese, di cui fa parte anche Shinoa.
Kureto Hiiragi (柊 暮人?, Hiiragi Kureto)
Doppiato da: Tomoaki Maeno
Un tenente generale dell'Esercito Demoniaco Imperiale Giapponese calmo e intelligente. È un uomo molto crudele, definito da Shinoa "un mostro" perché capace di essere spietato persino coi suoi stessi fratelli. Non si ferma davanti a nulla e non esita ad annientare chiunque osi mettersi contro la famiglia Hiiragi. La sua ambizione è sterminare tutti i vampiri in Giappone, per poi prendere il controllo del mondo grazie all'autorità dell'Esercito Demoniaco Imperiale Giapponese.
Shinya Hiiragi (柊 深夜?, Hiiragi Shinya)
Doppiato da: Tatsuhisa Suzuki
Un generale maggiore dell'Esercito Demoniaco Imperiale Giapponese che era il fidanzato della sorellastra di Shinoa. Sebbene sia stato adottato dalla famiglia Hiiragi, è in buoni rapporti con Guren, cosa che fa insospettire Kureto. Il suo armamento maledetto si chiama Byakkomaru (白虎丸? lett. "Tigre bianca") ed è un'arma a forma di fucile di precisione che si manifesta dando vita a più tigri bianche.
Seishirō Hiiragi (柊 征志郎?, Hiiragi Seishirō)
Doppiato da: Hiroyuki Yoshino
Un generale maggiore dell'Esercito Demoniaco Imperiale Giapponese dal comportamento rozzo e spesso offensivo. Ha un complesso di inferiorità nei confronti di suo fratello Kureto, tanto che pianifica di farlo fuori un giorno o l'altro.
Tenri Hiiragi (柊 天利?, Hiiragi Tenri)
Doppiato da: Keiji Fujiwara
Il capo della famiglia Hiiragi, ossia il generale dal rango più alto al comando dell'Esercito Demoniaco Imperiale Giapponese. È un dittatore che non esita a punire senza pietà chiunque si opponga alla sua fazione.

### Vampiri
Ferid Bathory (フェリド・バートリー?, Ferido Bātorī)
Doppiato da: Tarusuke Shingaki (vomic), Takahiro Sakurai (anime)
Il settimo progenitore dei vampiri che uccise la famiglia di Yūichirō al momento del suo tentativo di fuga. È straordinariamente forte, ma più che combattere preferisce rilassarsi e prendersi gioco del suo interlocutore. Avverte Mikaela di non sottovalutare gli umani perché furbi, ingordi e vigliacchi, ma più tardi si scoprirà che egli stesso collabora in segreto con alcuni di loro per tramare qualcosa.
Krul Tepes (クルル・ツェペシ?, Kururu Tsepeshi)
Doppiata da: Kana Hanazawa (vomic), Aoi Yūki (anime)
La regina di Sanguinem, la città dei vampiri, nonché la terza progenitrice, più potente di Ferid. È colei che salvò Mikaela facendolo diventare un vampiro e trattandolo da quel momento in poi come suo beniamino.
Crowley Eusford (クローリー・ユースフォード?, Kurōrī Yūsufōdo)
Doppiato da: Hiroaki Hirata (vomic), Ken'ichi Suzumura (anime)
Il tredicesimo progenitore dei vampiri, fedele a Ferid. Appare per la prima volta nel corso della battaglia a Shinjuku. Prima di diventare un vampiro era un cavaliere crociato e dichiara di aver ucciso molte più persone quando era umano rispetto a quando è diventato un vampiro.
Lacus Welt (ラクス・ウェルト?, Rakusu Ueruto)
Doppiato da: Takuma Nagatsuka
Un vampiro che ha il compito di fare da guardia cittadina insieme a Mikaela. Pur non essendo un nobile, è un abile combattente che spesso, non riuscendo a trattenere la sua sete di sangue, spreme le sue vittime fino all'ultima goccia. Più tardi, si rivela essere l'assassino della sorella maggiore di Yoichi.
René Simm (レーネ・シム?, Rēne Shimu)
Doppiato da: Yūichirō Umehara
Un altro vampiro a guardia della città che gira spesso con Lacus e che, come lui, dimostra di essere più forte della media. Ai suoi occhi gli esseri umani appaiono come creature avide ed arroganti; ciononostante, sa di dover esser cauto nei confronti del ben più pericoloso Esercito Demoniaco Imperiale Giapponese.
Chess Belle (チェス・ベル?, Chesu Beru)
Doppiata da: Nozomi Furuki
Una diciassettesima progenitrice al servizio di Crowley dalla personalità spensierata e distratta.
Horn Skuld (ホーン・スクルド?, Hōn Sukurudo)
Doppiata da: Yōko Hikasa
Un'altra diciassettesima progenitrice al servizio di Crowley che preferisce bere solo il sangue di quest'ultimo.

### Altri personaggi
Asuramaru (阿朱羅丸?, Ashuramaru)
Doppiato da: Hibiku Yamamura
Un demone che risiede nell'armamento maledetto della serie dei Demoni Neri posseduto da Yūichirō. Proprio come i suoi simili, disapprova l'amore e va alla ricerca del desiderio, benché lui stesso rimanga spesso colpito dalla gentilezza di Yūichirō, nonostante nutra, come i suoi simili, un certo disprezzo e avversione agli umani. Più avanti si scoprirà che quando era ancora in vita, era un vampiro e fratello di Krul Tepes, di cui tuttavia in forma di demone non ha ricordi ben definiti.
Akane Hyakuya (百夜 茜?, Hyakuya Akane)
Doppiata da: Yuki Yoshinari (vomic), Yō Taichi (anime)
Una bambina dell'orfanotrofio Hyakuya che si comportava da sorella maggiore nei confronti degli orfani più piccoli.
Tomoe Saotome (早乙女 巴?, Saotome Tomoe)
Doppiata da: Yōko Hikasa
La sorella maggiore di Yoichi, la quale morì durante l'invasione dei vampiri mentre tentava di proteggere suo fratello.
Mirai Kimizuki (君月 未来?, Kimizuki Mirai)
Doppiata da: Tomoyo Kurosawa
La sorella minore di Shihō, confinata a letto per via di una grave malattia. Il fratello si è arruolato proprio per farle avere cure riservate ai soldati della Compagnia Demoniaca della Luna. In realtà viene usata come cavia per l'esperimento del Serafino della Fine.
Aoi Sangū (三宮 葵?, Sangū Aoi)
Doppiata da: Ayako Kawasumi
La sorella maggiore di Mitsuba. È un membro dell'Esercito Demoniaco Imperiale Giapponese che fa da assistente personale a Kureto. Non ha un buon rapporto con sua sorella.

## Media

### Manga

Logo della serie

Il manga, scritto da Takaya Kagami e disegnato da Yamato Yamamoto, ha iniziato la serializzazione sul Jump Square di Shūeisha il 3 settembre 2012. Il primo volume tankōbon è stato pubblicato il 4 gennaio 2013 e al 4 aprile 2025 ne sono stati messi in vendita in tutto trentaquattro, più un volume spin-off numerato 8.5. In Italia l'opera è edita da Panini Comics sotto l'etichetta Planet Manga dal 5 novembre 2015. La traduzione dei testi è curata da Susanna Scrivo, mentre il lettering è realizzato da Lara Iacucci. In America del Nord i diritti sono stati acquistati da Viz Media.

#### Seraph of the End - Guren Ichinose: Catastrophe at Sixteen

Copertina del primo volume dell'edizione italiana, raffigurante il protagonista Guren Ichinose

Un manga spin-off di Yō Azami intitolato Seraph of the End - Guren Ichinose: Catastrophe at Sixteen, ispirato alla serie di light novel Owari no seraph: Ichinose Guren, 16-sai no catastrophe, è stato serializzato sulla rivista Monthly Shōnen Magazine di Kōdansha dal 6 giugno 2017 al 4 febbraio 2022. I capitoli sono stati raccolti in dodici volumi tankōbon pubblicati tra il 2 novembre 2017 e il 4 marzo 2022. In Italia la serie è stata pubblicata da Panini Comics sotto l'etichetta Planet Manga dal 23 maggio 2019 al 29 settembre 2022.

#### Vomic
Un vomic (fumetto doppiato), sempre prodotto e pubblicato da Shūeisha, ha debuttato nel programma Sakiyomi Jum-Bang! su TV Tokyo il 1º febbraio 2013.

### Light novel
Una serie di light novel, intitolata Seraph of the End - Guren Ichinose: Catastrophe at Sixtee (終わりのセラフ 一瀬グレン、16歳の破滅?, Owari no Serafu Ichinose Guren, 16-sai no Katasutorofi, lett. "Il serafino della fine: Guren Ichinose, catastrofe a 16 anni"), è stata sempre scritta da Takaya Kagami con le illustrazioni di Yamato Yamamoto. Il primo volume è stato pubblicato da Kōdansha, sotto l'etichetta Kōdansha Ranobe Bunko, il 4 gennaio 2013 e al 2 dicembre 2016 ne sono stati messi in vendita in tutto sette. La storia è ambientata nove anni prima dell'inizio del manga e consiste in un prequel che vede come protagonista Guren Ichinose. In America del Nord i diritti sono stati acquistati da Vertical.
| Nº | Data di prima pubblicazione               | Data di prima pubblicazione                                                              | Data di prima pubblicazione |
| Nº | Giapponese                                | Giapponese                                                                               |                             |
| -- | ----------------------------------------- | ---------------------------------------------------------------------------------------- | --------------------------- |
| 1  | 4 gennaio 2013                            | ISBN 978-4-06-375279-3                                                                   |                             |
| 2  | 2 luglio 2013                             | ISBN 978-4-06-375311-0                                                                   |                             |
| 3  | 31 gennaio 2014                           | ISBN 978-4-06-375354-7                                                                   |                             |
| 4  | 2 luglio 2014                             | ISBN 978-4-06-375396-7                                                                   |                             |
| 5  | 2 aprile 2015                             | ISBN 978-4-06-381451-4                                                                   |                             |
| 6  | 30 ottobre 2015 (ed. regolare & limitata) | ISBN 978-4-06-381491-0 (ed. regolare) ISBN 978-4-06-358784-5 (ed. limitata con drama-CD) |                             |
| 7  | 2 dicembre 2016                           | ISBN 978-4-06-381572-6                                                                   |                             |

Una seconda serie di light novel a cura di Kagami e Yamamoto, intitolata Owari no seraph: kyūketsuki Mikaela no monogatari (終わりのセラフ 吸血鬼ミカエラの物語?, Owari no Serafu: Kyūketsuki Mikaera no monogatari, lett. "Il serafino della fine: La storia di Mikaela il vampiro"), è stata pubblicata da Shūeisha, sotto l'etichetta Jump j Books, dal 4 dicembre 2015 al 2 maggio 2016.
| Nº | Data di prima pubblicazione | Data di prima pubblicazione | Data di prima pubblicazione |
| Nº | Giapponese                  | Giapponese                  |                             |
| -- | --------------------------- | --------------------------- | --------------------------- |
| 1  | 4 dicembre 2015             | ISBN 978-4-08-703358-8      |                             |
| 2  | 2 maggio 2016               | ISBN 978-4-08-703395-3      |                             |

### Anime
Un adattamento anime, prodotto da Wit Studio e diretto da Daisuke Tokudo, fu annunciato sull'account Twitter ufficiale del Jump Square il 28 agosto 2014. La prima parte della serie televisiva è andata in onda tra il 4 aprile e il 20 giugno 2015; la seconda metà, sottotitolata La battaglia decisiva di Nagoya (名古屋決戦編?, Nagoya kessen-hen), è stata invece trasmessa dal 10 ottobre al 26 dicembre 2015. La sceneggiatura è stata supervisionata dall'autore Kagami, il quale ha anche aggiunto alcune scene inedite nel manga. In Italia i diritti sono stati acquistati da Dynit, che ha trasmesso gli episodi in streaming, in contemporanea col Giappone, su Popcorn TV e VVVVID con i sottotitoli in italiano: la prima metà è stata caricata a partire dal 7 aprile 2015, mentre la seconda è stata resa disponibile dal 12 ottobre 2015. In America del Nord, invece, la serie è stata concessa in licenza a Funimation.

#### Episodi
| Nº | Titolo italiano Giapponese 「Kanji」 - Rōmaji                                           | In onda          | In onda |
| Nº | Titolo italiano Giapponese 「Kanji」 - Rōmaji                                           | Giapponese       |         |
| 1  | Il mondo della stirpe di sangue 「血脈のセカイ」 - Kechimyaku no sekai                  | 4 aprile 2015    |         |
| 2  | L'umanità dopo la rovina 「破滅後のニンゲン」 - Hametsu-go no ningen                    | 11 aprile 2015   |         |
| 3  | Il demone che si cela nell'animo 「心に棲むオニ」 - Kokoro ni sumu oni                  | 18 aprile 2015   |         |
| 4  | Mikaela il vampiro 「吸血鬼ミカエラ」 - Kyūketsuki Mikaera                              | 25 aprile 2015   |         |
| 5  | Il contratto con il Demone Nero 「黒鬼とのケイヤク」 - Kuro-oni tono keiyaku            | 2 maggio 2015    |         |
| 6  | Una nuova famiglia 「新しいカゾク」 - Atarashii kazoku                                  | 9 maggio 2015    |         |
| 7  | La squadra di Mitsuba 「三葉のチーム」 - Mitsuba no chīmu                               | 16 maggio 2015   |         |
| 8  | L'inizio dello sterminio 「殲滅のハジマリ」 - Senmetsu no hajimari                      | 23 maggio 2015   |         |
| 9  | L'assalto dei vampiri 「襲撃のヴァンパイア」 - Shūgeki no vanpaia                       | 30 maggio 2015   |         |
| 10 | Le conseguenze delle proprie scelte 「選択のケッカ」 - Sentaku no kekka                 | 6 giugno 2015    |         |
| 11 | Il ricongiungimento degli amici d'infanzia 「幼馴染のサイカイ」 - Osananajimi no saikai | 13 giugno 2015   |         |
| 12 | Tutti peccatori 「みんなツミビト」 - Minna tsumibito                                    | 20 giugno 2015   |         |
| 13 | Il mondo degli esseri umani 「人間のセカイ」 - Ningen no sekai                          | 10 ottobre 2015  |         |
| 14 | Rapporti complicati 「交錯するカンケイ」 - Kōsaku suru kankei                           | 17 ottobre 2015  |         |
| 15 | Le ambizioni dell'Esercito Demoniaco Imperiale 「帝鬼軍のヤボウ」 - Teiki Gun no yabō   | 24 ottobre 2015  |         |
| 16 | Gli ordini dei Demoni della Luna 「月鬼のゴウレイ」 - Gekki no gōrei                    | 31 ottobre 2015  |         |
| 17 | Bestiame ribelle 「反逆するカチク」 - Hangyaku suru kachiku                             | 7 novembre 2015  |         |
| 18 | La spada della giustizia 「正義のツルギ」 - Seigi no tsurugi                            | 14 novembre 2015 |         |
| 19 | Shinya e Guren 「深夜とグレン」 - Shinya to Guren                                       | 21 novembre 2015 |         |
| 20 | La ninna nanna del Demone 「鬼のコモリウタ」 - Oni no komoriuta                         | 28 novembre 2015 |         |
| 21 | Alleati traditori 「裏切りのミカタ」 - Uragiri no mikata                                | 5 dicembre 2015  |         |
| 22 | Yu e Mika 「優とミカ」 - Yū to Mika                                                     | 12 dicembre 2015 |         |
| 23 | Amore prepotente 「傲慢なアイ」 - Gōman na ai                                           | 19 dicembre 2015 |         |
| 24 | Il serafino della fine 「終わりのセラフ」 - Owari no Serafu                             | 26 dicembre 2015 |         |

#### Colonna sonora
La colonna sonora della serie è stata prodotta e composta da Hiroyuki Sawano in collaborazione con Takafumi Wada, Asami Tachibana e Megumi Shiraishi. Le sigle di apertura e chiusura della prima parte, entrambe composte da Sawano, sono rispettivamente X.U., cantata da Gemie, e scaPEGoat, interpretata da Yosh, mentre quelle della seconda sono Two souls -toward the truth- dei FripSide e Orarion (オラリオン?) di Nagi Yanagi.
Owari no seraph Original Soundtrack
Il primo album della colonna sonora originale della serie, contenente anche le versioni televisive delle due sigle X.U. e scaPEGoat, è stato pubblicato il 15 luglio 2015. I due CD, in esso raccolti, contengono complessivamente trentatré tracce.
Tutte le musiche del primo disco sono state composte da Sawano. Le tracce del secondo sono opera invece di Wada, Tachibana e Shiraishi.
1. Gemie – X.U. (TV Size) – 1:32 (testo: Benjamin Anderson & mpi)
2. [A]pa-t – 2:30
3. 1hundredknight:Y – 5:37
4. pfSOTEad1 – 3:35
5. 1hundredknight:M – 5:32
6. pfSOTEad2 – 3:41
7. OneZeroEight – 5:41
8. [B]pa-t – 5:14
9. pfSOTEad3 – 3:58
10. mpi & Mika Kobayashi – 108 – 4:18
11. 9BL00d鬼 – 3:07
12. SOTE – 5:04
13. Yosh – scaPEGoat (TV size) – 1:34 (testo: Hiroyuki Sawano, Benjamin & mpi)
14. Mika Kobayashi – ToBeContinued.. – 2:28

Durata totale: 53:51
1. Seraph of the End - Prologue (lett. "Il serafino della fine - Prologo") – 0:42 (musica: Takafumi Wada)
2. Seraph of the End - Epic (lett. "Il serafino della fine - Epopea") – 3:45 (musica: Takafumi Wada)
3. Gekki no Kumi (月鬼ノ組? lett. "La Compagnia Demoniaca della Luna") – 2:24 (musica: Asami Tachibana)
4. Fuan no mukō (不安のむこう? lett. "Al di là dell'ansia") – 2:06 (musica: Megumi Shiraishi)
5. Battlefield (lett. "Campo di battaglia" ) – 3:09 (musica: Takafumi Wada)
6. Ferid Bathory – 3:20 (musica: Takafumi Wada)
7. Sentō kaishi (戦闘開始? lett. "Inizio della battaglia") – 2:43 (musica: Asami Tachibana)
8. Nakama (仲間? lett. "Compagno") – 2:27 (musica: Megumi Shiraishi)
9. Invisible Sky (lett. "Cielo invisibile") – 3:37 (musica: Takafumi Wada)
10. Hametsu-go no sekai (破滅後の世界? lett. "Il mondo dopo la rovina") – 3:19 (musica: Asami Tachibana)
11. The Japanese Imperial Demon Army (lett. "L'Esercito Demoniaco Imperiale Giapponese") – 2:25 (musica: Takafumi Wada)
12. Osoikuru aku (襲い来る悪? lett. "Malvagità in picchiata") – 3:25 (musica: Megumi Shiraishi)
13. Dasshutsukō (脱出行? lett. "Fuga") – 5:28 (musica: Asami Tachibana)
14. Kikikaikai (奇々怪々? lett. "Bizzarro") – 3:01 (musica: Megumi Shiraishi)
15. Demon's Reborn (lett. "Rinascita del demone") – 2:34 (musica: Takafumi Wada)
16. Tatakai no toki (戦いの時? lett. "Tempo di combattere") – 3:12 (musica: Megumi Shiraishi)
17. Reality,Destiny (lett. "Realtà, destino") – 3:13 (musica: Takafumi Wada)
18. Kizuna (絆? lett. "Legami") – 2:59 (musica: Asami Tachibana)
19. Yūkei (夕景? lett. "Panorama serale") – 2:45 (musica: Megumi Shiraishi)

Durata totale: 56:34
Owari no seraph: Nagoya kessen-hen Original Soundtrack
Il secondo album della colonna sonora originale della serie è stato pubblicato il 27 gennaio 2016. Il CD contiene diciassette tracce, composte sempre da Sawano, Wada, Tachibana e Shiraishi.
1. mpi – Dim Light (lett. "Luce fioca") – 4:18 (testo: Benjamin Anderson & mpi – musica: Hiroyuki Sawano)
2. 4-a: – 2:49 (musica: Hiroyuki Sawano)
3. world wAr E (lett. "Guerra mondiale E") – 3:16 (musica: Takafumi Wada)
4. Asura no chikara (阿朱羅の力?, Ashura no chikara, lett. "Il potere di Asura") – 2:08 (musica: Asami Tachibana)
5. Teiki Gun (帝鬼軍? lett. "L'Esercito Demoniaco Imperiale") – 3:27 (musica: Megumi Shiraishi)
6. WD×2 – 3:18 (musica: Hiroyuki Sawano)
7. In Cold Blood (lett. "A sangue freddo") – 2:37 (musica: Takafumi Wada)
8. Kizoku shakai no tairitsu (貴族社会の対立? lett. "Il confronto con i nobili") – 2:28 (musica: Asami Tachibana)
9. Ōja no fūkaku (王者の風格? lett. "Lo stile del re") – 3:04 (musica: Megumi Shiraishi)
10. 21-ka 315 (21科315?) – 3:28 (musica: Hiroyuki Sawano)
11. Extinction Evil (lett. "L'estinzione del male") – 3:37 (musica: Takafumi Wada)
12. Nakama to iu sonzai (仲間という存在? lett. "L'esistenza dei compagni") – 2:20 (musica: Asami Tachibana)
13. Kanashisa to tsuyosa to (哀しさと強さと? lett. "Tristezza e forza") – 3:19 (musica: Megumi Shiraishi)
14. WD×2 <ver.2> – 3:18 (musica: Hiroyuki Sawano)
15. Tenpenchii (天変地異? lett. "Calamità naturale") – 3:35 (musica: Megumi Shiraishi)
16. 4-a:slow – 3:05 (musica: Hiroyuki Sawano)
17. Dim Light <instrumental> (lett. "Luce fioca <strumentale>") – 4:18 (musica: Hiroyuki Sawano)

Durata totale: 54:25

### Videogiochi
Un videogioco per smartphone, prodotto da Bandai Namco Games e intitolato Owari no seraph: Bloody Blades (lett. "Il serafino della fine: lame insanguinate"), è stato pubblicato il 28 settembre 2015. Un altro videogioco di ruolo per PlayStation Vita, sempre prodotto da Bandai Namco Games e intitolato Owari no seraph: Unmei no hajimari (終わりのセラフ 運命の始まり?, Owari no Serafu Unmei no hajimari, lett. "Il serafino della fine: L'inizio del destino"), è stato messo in vendita invece il 17 dicembre 2015.